# Torta beca
La torta beca è un dolce trentino a base di pane raffermo e uvetta.

## Etimologia e storia
Il nome della torta è un'italianizzazione del tedesco bechen, ovvero "filone di pane". La torta beca viene anche soprannominata "torta dei poveri" per la sua umile provenienza, ed era originariamente insaporita con la grappa. Oggi la torta è diffusa in tutto il Trentino.